# Этериал-вейв
Этериал-вейв — поджанр дарквейва, который по-разному описывается как «готический», «романтичный» и «потусторонний». Он развился в начале 1980-х годов в Великобритании как ответвление готик-рока и был в основном представлен группами с лейбла 4AD, такими как Cocteau Twins, This Mortal Coil и ранними гитарными Dead Can Dance.
Во второй половине 1980-х жанр продолжал развиваться в Соединённых Штатах и был в основном связан с лейблом C’est La Mort Records, на котором издавались Area (позже известные как The Moon Seven Times), Heavenly Bodies (группа, образованная бывшими участниками Dead Can Dance и This Mortal Coil), а также с лейблом Projekt Records, на котором издавались Black Tape for a Blue Girl.
Этериал-вейв, особенно музыка Cocteau Twins, была одним из ключевых источников вдохновения для британской дрим-поп/шугейз сцены конца 1980-х и начала 1990-х годов.

## Этимология
В середине 1980-х несколько релизов групп Cocteau Twins и This Mortal Coil были описаны как «этериал», «этериализм», и «этериал романтизм». В сентябре 1988 года Стейси Боннер из журнала Reflex описала музыку британского лейбла 4AD как «готически неземную». Печатные СМИ в США, такие как Alternative Press, Billboard, и Option, начали чаще использовать термин «этериал-гот», в то время как европейские музыкальные журналы, в первую очередь немецкие журналы, такие как Glasnost, Aeterna, Entry, Black и Astan, называли жанр «этериал-вейв» в том же духе, что и «нью-вейв», «дарквейв» и «колдвейв».
Исторически сложилось так, что этот термин в основном применялся к списку лейбла 4AD − не только в отношении музыки, но и в отношении эстетики графической визуализации.
Обозначение «этериал» было принято такими авторами, как Мик Мерсер и Дэйв Томпсон, чтобы описать одно и то же музыкальное явление в своих книгах, в то время как Саймон Рейнольдс начал использовать термин «гот-лайт» (или «пост-готик», термин, который он придумал в 1987 году) для описания музыки Cocteau Twins, Dead Can Dance и связанных с ними исполнителей 4AD.
«Гот-лайт» впервые появился в 1995 году в таких журналах, как CMJ New Music Monthly (Дуглас Волк) и Spin (Джоди Пресс), как ретроактивное описание альбома Siouxsie and the Banshees Tinderbox, который в значительной степени опирается на использование гитарных педалей и студийных эффектов в таких песнях, как «92 Degrees» и «Land’s End».

## Характеристики
Определяющей характеристикой стиля является использование гитарных звуковых ландшафтов, перегруженных эффектами, в первую очередь основанных на минорной тональности (которая раскрывает серьезную, темную и задумчивую атмосферу), часто постпанковских басовых партий, сдержанного темпа (от медленного до среднего) и женского вокала в высоком регистре (иногда оперного и с труднорасшифровываемым лирическим содержанием), часто тесно переплетенных с романтической эстетикой и образами прерафаэлитов.
Еще одной важной особенностью является широкое использование драм-машин, типичное для многих произведений 4AD и изначально представленное в альбоме Garlands группы Cocteau Twins и первой полноформатной работе Dead Can Dance. Акустические гитары, часто в сочетании с электрогитарами и бас-гитарами, иногда используются для создания более фолк-ориентированного звучания (например, Love Spirals Downwards).
Помимо постпанк и готик-роковых корней жанра, некоторые этериал-группы, а именно Lycia и Soul Whirling Somewhere, в равной степени находились под влиянием эмбиент- и саундтреко-ориентированной музыки и/или более традиционных фактур прогрессивного рока.

### Отличия
Несмотря на то, что этериал и шугейзинг (также известный, согласно Саймону Рейнольдсу, как дрим-поп) имеют некоторые общие черты (например, использование гитарных эффектов фланжер, хорус и дилэй), между ними есть существенные различия.
Шугейзинг появился, прежде всего, благодаря нойз-поп/инди-рок-сцене 1980-х, а в его типичный инструментальный состав входят гитары, бас и барабаны. Изначально звучание драм-машины не использовалось в шугейзинге, однако оно было характерно для нью-вейва, постпанка и готик-рока. Соответственно, большинство исполнителей этериала, в отличие от шугейзинга, применяли драм-машины и электрически сгенерированные ритмы (например, Cocteau Twins, Dead Can Dance, Area, Love Spirals Downwards, Lycia, Autumn, Speaking Silence и прочие).

## История

### Корни и инициаторы (1980-е)
Конец 1970-х — начало 1980-х годов были периодом инноваций и диверсификации, в течение которого панк-рок исследовал новые музыкальные пути, взаимозаменяемо описываемые как постпанк и новая волна. Техническое усовершенствование и рост доступного оборудования, такого как драм-машины и мультиэффектные устройства, помогли определить звучание новой эры. Такие основополагающие исполнители, как The Cure, Siouxsie and the Banshees, the Chameleons и the Durutti Column, которые смогли расширить и усовершенствовать свой стиль на протяжении многих лет, начали появляться из более темных направлений постпанка (см. дарквейв и готик-рок), и, как правило, «становились более эфирными в этом процессе». Большинству этих групп, особенно Siouxsie and the Banshees, часто приписывают создание плодородной почвы для последующего поколения исполнителей этериал-вейва (например, This Ascension). Такие хиты, как «Melt» (1982), основаны на тактовом размере 3⁄4 и широком использовании цифровых эффектов эха, реверберации и модуляции, сопровождаемых мрачными, тревожными текстами, и описываются как томные, соблазнительные и эротичные.
В это время этериал не был сформирован как самостоятельный жанр до появления Cocteau Twins и их широко цитируемых ранних работ Head over Heels (1983) и Treasure (1984), которые задали план отдельного стиля в музыке. Питер Бакли писал: «Группа начала отказываться от остроконечности Garlands, поскольку Робин Гатри разработал роскошную каскадную гитарную технику, создающую богатую текстуру и потустороннее ощущение... С этого момента музыкальные журналисты обнаружили, что невозможно описать работу группы, не прибегая к слову „эфирный“», в то время как, по словам Рика Пойнора, «... именно Cocteau Twins, чей дебютный альбом Garlands появился на 4AD в 1982 году, оказались первыми крупными артистами лейбла и многое сделали для кристаллизации образа 4AD в ранние годы как потустороннего поставщика эфирной музыки от замкнутых групп, которые предпочитали тени свету».
В марте 1986 года журналистка Сью Каммингс из SPIN описала музыку как «интроспективную реакцию на мужскую агрессию рок-н-ролла» и заметила «все эти большие черные прически исчезли [после] концерта Cocteau Twins прошлой осенью». Вскоре этериал, который порой отвергали как «музыку девчачьих вихрей», стал тесно ассоциироваться с определенным типом аудитории, иногда называемой «эфирными готами» или «романтиготами». Лииса Ладусер, пишущая в Encyclopedia Gothica, сказала: «Cocteau Twins остаются эпицентром поджанра этериал и... дали романтиготам саундтрек для клубов».
Другие группы 1980-х годов, создававшие похожее звучание, — Dif Juz, Breathless, Lowlife, All About Eve, A Primary Industry, Vazz и Drowning Pool (не путать с метал-группой).
По словам Хизер Фарес, художественного редактора The Michigan Daily, жанр достиг своего первого пика в 1986/87 годах. В то время Siouxsie and the Banshees выпустили свой студийный альбом Tinderbox, за которым последовали In the Clouds группы All About Eve, Ultramarine группы A Primary Industry и последний эфирный E.P. Love's Easy Tears группы Cocteau Twins. В 1987 году американская группа Area дебютировала с Radio Caroline, в то время как Vazz из Шотландии, бывшая нью-вейв/синтвейв группа, выпустила Feverpitch, который следует по стопам Cocteau Twins. В том же году Робин Гатри спродюсировал сингл A.R. Kane «Lollita», в котором присутствует фирменный эфирный стиль Cocteau Twins, сопоставимый с ранними записями группы. Сами A.R. Kane называли свой музыкальный стиль «дрим-поп», что впоследствии стало описательным термином для нежной инди-поп-музыки (ср. Bel Canto, Pale Saints, The Sundays).

### Расцвет и спад (1990-е годы)
В рамках готической/дарквейв сцены жанр достиг более высокого уровня популярности в течение 1990-х годов, особенно в первой половине десятилетия. В это время этериал-вейв и рок-жанры, такие как шугейзинг (он же дрим-поп), взаимодействовали друг с другом, при этом многие артисты находились под влиянием групп 4AD, таких как вышеупомянутые Cocteau Twins и This Mortal Coil, а также ранних All About Eve, the Chameleons и Siouxsie and the Banshees. Например, этериал-группа Siddal из Портсмута описала свою музыкальную продукцию как «продукт влияния таких исполнителей, как Cocteau Twins, Low, Slowdive, the Cure и Dead Can Dance, использующих смесь эмбиент-музыки, гитар в стиле шугейза, синтезаторов и секвенсированных ритмов». Другие примеры этого перекрестного опыления (частично называемого «этериал-попом») включают Hugo Largo, Rose Chronicles, Miranda Sex Garden, Cranes, Chimera (группа), An April March, Hex, Common Language, The Glee Club, Lovesliescrushing и Rosewater Elizabeth. Участники британской шугейз-группы Slowdive отметили, что на них сильно повлияли такие исполнители, как the Cure, Cocteau Twins и Siouxsie and the Banshees.

... огромная ирония с группами, называемыми "шугейзинг", заключалась в том, что многие из этих групп действительно были в восторге от Cocteau Twins. И все они использовали хорусы, фланжеры и другие педали эффектов для создания определенного типа звука.— Кевин Патрик Шилдс, Интервью с My Bloody Valentine
С начала 1990-х годов тег «этериал» в первую очередь ассоциируется с лейблом Projekt Records, который уже использовал этот термин в 1987 году. На лейбле были представлены некоторые из самых известных исполнителей американской музыкальной сцены, такие как Love Spirals Downwards и Lycia. Подобными лейблами звукозаписи, которые приютили некоторых ведущих светил движения, были Tess Records (This Ascension, Trance to the Sun и Autumn),, Bedazzled Records (Strange Boutique, Siddal, Mistle Thrush и An April March), и Ivy Records (Faith & Disease, Ninth Circle). Большинство этих лейблов звукозаписи и исполнителей прекратили свою деятельность с течением лет или изменили свое музыкальное направление, включив элементы других жанров, таких как эмбиент, трип-хоп и драм-н-бэйс.

### После спада (2000-е)
В начале 2000-х были выпущены два трибьют-сборника Cocteau Twins, Dark Treasures (Cleopatra Records) и Half-Gifts (Dewdrops Records), подчеркивающие значительное влияние группы на этериал-гот звучание.
Более поздними группами, которые частично представляют жанр, являются Autumn's Grey Solace, Tearwave, Ashrae Fax, Melodyguild, Mercury’s Antennae, Faded Sympathy, Saigon Blue Rain, Scarlet Mother, и Broaddaylight − в сотрудничестве с Робином Гатри.